# Стоппани, Джованни Франческо
Джованни Франческо Стоппани (итал. Giovanni Francesco Stoppani; 16 сентября 1695, Милан, Миланское герцогство — 18 ноября 1774, Рим, Папская область) — итальянский куриальный кардинал, папский дипломат и доктор обоих прав. Титулярный архиепископ Коринфа с 14 марта 1735 по 22 июля 1754. Апостольский нунций в Тоскане с 13 апреля 1735 по 10 марта 1739.  Апостольский нунций в Венеции с 10 марта 1739 по 1 ноября 1743. Чрезвычайный нунций при императоре 12 ноября 1743. Чрезвычайный нунций при Франкфуртском сейме для избрания нового императора 16 марта 1745. Президент Урбино с 26 января 1747 по 1754. Легат в Урбино с 20 мая 1754 по 20 сентября 1756. Легат в Романье с 20 сентября 1756 по 27 октября 1761. Секретарь Священной Конгрегации Римской и Вселенской Инквизиции с 12 декабря 1770 по 18 ноября 1774. Кардинал-священник с 26 ноября 1753, с титулом церкви Санти-Сильвестро-э-Мартино-ай-Монти с 20 мая 1754 по 10 июля 1763. Кардинал-епископ Палестрины с 10 июля 1763 по 18 ноября 1774. 